# Anthony Amato

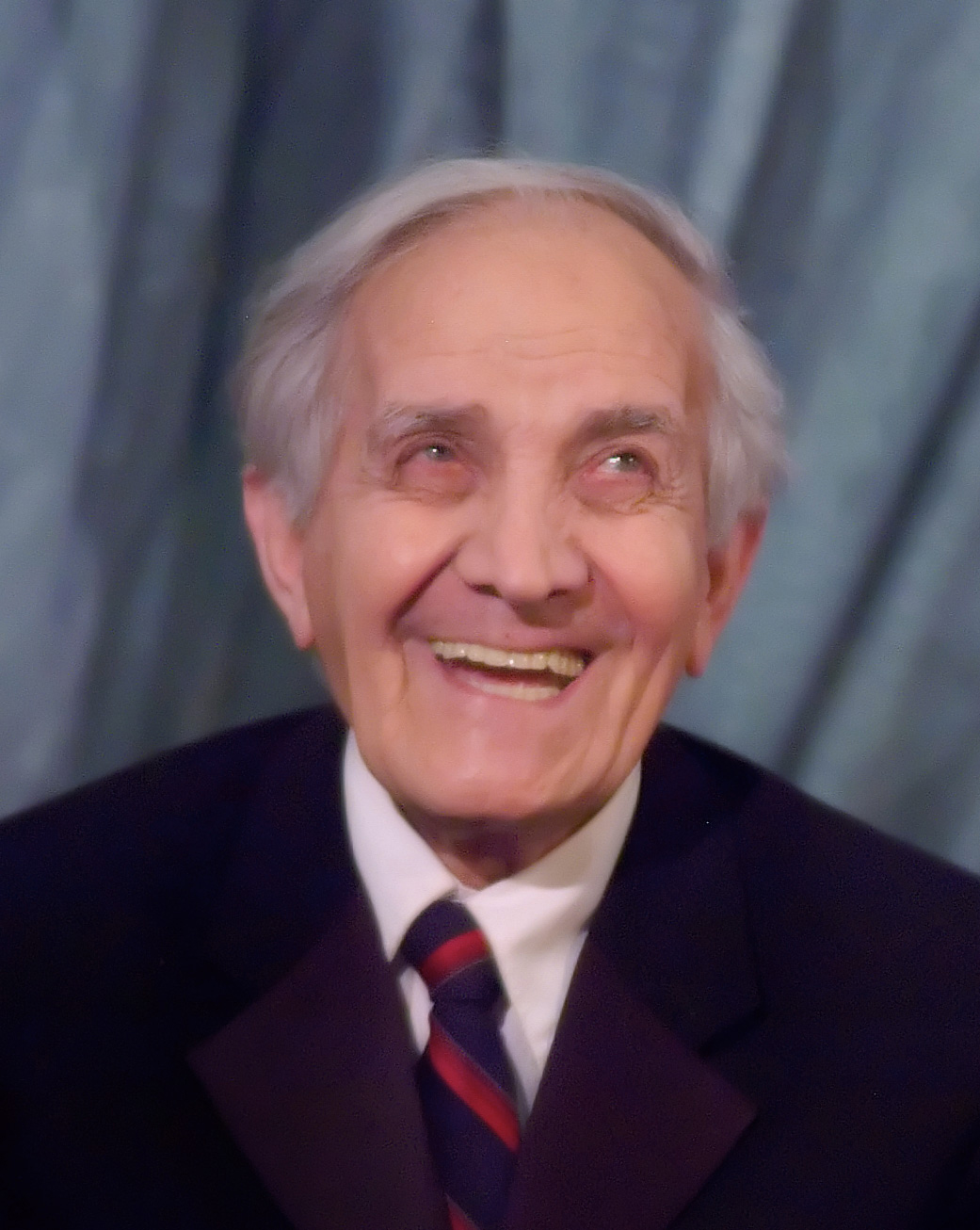
Anthony Amato

Anthony Amato (Antonio Amato; * 21. Juli 1920 in Minori, Italien; † 13. Dezember 2011 in New York) war der Gründer und Leiter der Amato Opera, die als kleinste Oper der Welt galt.
Amato kam im Alter von sieben Jahren mit seinen Eltern in die USA. In der Zeit der Großen Depression verließ er die Schule, um Metzger zu werden. Er bewunderte aber die Oper und trat gelegentlich als Tenor bei regionalen Opernkompanies auf. 1943 lernte er bei Aufführungen von Rudolf Frimls Operette The Vagabond King Sally kennen, die er 1945 heiratete.
Er gab in dieser Zeit Opernworkshops beim American Theatre Wing, und um den Absolventen eine Auftrittsmöglichkeit zu verschaffen, gründete er mit seiner Frau im Jahr 1948 die Amato Opera. Diese eröffnete mit einer Aufführung von Gioacchino Rossinis Der Barbier von Sevilla improvisiert im Keller der Our Lady of Pompeii Church in Greenwich Village in New York, der eine Doppelaufführung von Cavalleria rusticana und Pagliacci folgte. Die Darsteller wurden zunächst in Naturalien bezahlt, später erhielten sie ein Honorar von zehn Dollar pro Vorstellung. Die Oper selbst wechselte mehrmals die Spielstätte und fand 1963 in 319 Bowery Street ihre endgültige Adresse.
In dieser kleinsten Oper der Welt starteten einige erfolgreiche Sänger wie George Shirley, Neil Shicoff und Mignon Dunn ihre Laufbahn, und es fanden auch vielbeachtete New Yorker Erstaufführungen statt wie die von Arrigo Boitos unvollendeter Oper Nerone. Die Amatos wurden vielfach geehrt, u. a. durch den American Cultural Roundtable und das Italian Heritage and Cultural Committee sowie die Aufnahme in die City Lore's Peoples' Hall of Fame. Der PBS drehte den Dokumentarfilm Amato: A Love Affair with Opera.
2000 starb Sally Amato, und Anthony Amato führte das Opernhaus allein weiter. 2009 kündigte er dessen Schließung an. Die letzte Aufführung am 31. Mai 2009 war Mozarts Le nozze di Figaro. Von Sängern und Mitarbeitern Amatos wurde später die Amore Opera gegründet.